# Рибацьке (станція метро)
59°49′51″ пн. ш. 30°30′00″ сх. д. / 59.83083° пн. ш. 30.50000° сх. д.
«Рибацьке» (рос. Рыбацкое) — кінцева станція Невсько-Василеострівської лінії Петербурзького метрополітену, розташована на наземній дистанції між порталом тунелів і метродепо «Невське»
Одна з двох станцій за КАД. Станція відкрита 28 грудня 1984 року у складі черги «Обухово» — «Рибацьке». Найменування отримала по розташуванню в однойменному історичному районі міста.

## Технічна характеристика
Конструкція станції — крита наземна з береговими платформами. Між двома коліями розташована третя, службова платформа. При будівництві покрівлі було застосовано складчасте 18-прогінне перекриття, що дозволяє вільно компонувати станційні споруди.
В обох торцях станції над коліями розташовані великі балкони, по яких проходять комунікації. Спочатку станцію і вхід з'єднували три ескалатори, які в ході реконструкції були демонтовані і замінені на сходи. Вихід у місто і до приміських потягів здійснюється через підземний перехід, розташований у південному торці станції. Аналогічний, повністю оздоблений, але закритий перехід є і в північному торці: там знаходиться інвентарна. Переходи вперше в практиці будівництва метрополітену були пройдені методом продавлювання, що дозволило не зупиняти рух потягів по залізниці.
Крім того, на станції є заділи для організації кросплатформової пересадки на приміські потяги (аналогічно станції «Дев'яткіно»), за умови, що платформи для них будуть побудовані, а також заділ під вихід до потягів з касового залу.

## Вестибюль
Наземний вестибюль станції є масивною довгою будівлею зі скла і бетону, що входить в комплекс будівель однойменної залізничної станції.
Вихід у місто на Тепловозну вулицю, 3-й Рибацький проїзд та до залізничної станції Рибацьке.

## Колійний розвиток
Станція є кінцевою на Невсько-Василеострівській лінії, за нею розташований перехресний з'їзд, за яким здійснюється оборот потягів, що прибувають на кінцеву станцію. Далі розташоване електродепо «Невське» (ТЧ-5).

## Оздоблення
В оздоблені станції використані білий і сірий мармур, профільний метал, скло, полірований граніт.

## Ремонт
Станція була закрита з 1 травня 2000 року по 1 квітня 2001 року для виконання капітального ремонту пішохідних переходів, демонтажу і заміни сходами трьох малих ескалаторів ПОВ-5М, що прямували в підземний перехід, а також ліквідації протікань на перегоні «Обухово» — «Рибацьке».
В 2003 році на залізничній станції була побудована ще одна платформа, так і не відкрита через відсутність виходу до неї з підземного переходу. При проектуванні станції вона мала забезпечити кросплатформову пересадку на залізнцю (на станції «Девяткино»), але це так і не було зроблено. Зовні на станції чітко видно заділи під виходи на залізничну платформу.

## Ресурси Інтернету
- «Рибацьке» на metro.vpeterburge.ru (рос.)
- «Рибацьке» на ometro.net (рос.)
- Санкт-Петербург. Петроград. Ленінград: Енциклопедичний довідник. «Рибальське»(рос.)